# Seventh Swamphony
Seventh Swamphony é o sétimo álbum de estúdio da banda de death metal melódico finlandesa Kalmah, lançado no dia 17 de junho de 2013. O álbum foi gravado no Tico-Tico Studios em Kemi, Finlândia, e foi mixado e masterizado por Jens Bogren. A faixa "Windlake Tale" foi lançada pela conta oficial da Spinefarm Records no SoundCloud.

## Faixas[3]
1. "Seventh Swamphony"
2. "Deadfall"
3. "Pikemaster"
4. "Hollo"
5. "Windlake Tale"
6. "Wolves on the Throne"
7. "Black Marten's Trace"
8. "The Trapper"

## Equipe
Banda
- Pekka Kokko − vocais, guitarra rítmica
- Antti Kokko − guitarra
- Veli-Matti Kananen − teclado
- Janne "Kuisma" Kusmin − bateria
- Timo "Lede" Lehtinen − baixo

Produção
- Jens Bogren – masterização, mixagem
- Kalmah – arranjador, produtor musical
- Juha Vuorma – arte da capa

## Histórico de lançamento
| Região         | Data                | Gravadora | Formato |
| -------------- | ------------------- | --------- | ------- |
| Estados Unidos | 17 de junho de 2013 | Spinefarm | CD      |